# Сариссофор

Лёгкий конник сариссой атакует перса, фреска, ныне утраченная, из македонской гробницы в Наусе, конец IV столетия до нашей эры, Акварель К. Ф. Кинча, 1889 год, опубликовано 1920 году.

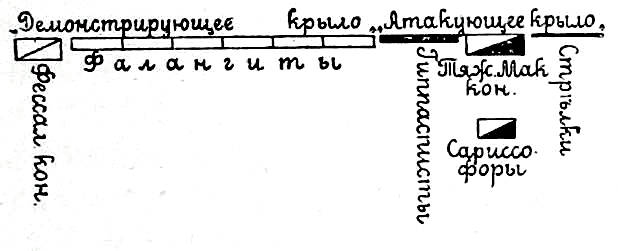
Сариссофоры в Македонском боевом порядке.
Рисунок из статьи «История военного искусства»
(«Военная энциклопедия Сытина»; 1913 год)

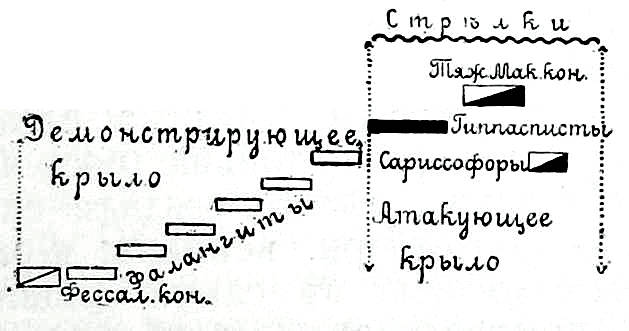
Сариссофоры в другом Македонском боевом порядке.
Рисунок из статьи «История военного искусства»
(«Военная энциклопедия Сытина»; 1913 год)

Сариссофор или сарисофор (др.-греч. σαρισσοφόρος — копьеносец, то есть несущий сариссу) — конный и пеший воин ближнего боя, составлявший основу македонской фаланги.
В другом источнике указано что Корпус сариссофоров, лёгкую конницу числом около 1 000 человек, составляли фессалийцы (фессалийская конница), с которыми заключал союзы Филипп Македонский, который лучше понимал значение конницы, и не только добывал от них хороших лошадей, но и убеждал различные племена поступать к себе на службу. Корпус сариссофоров  разделялся (вероятно) на 8 ил.

## История
Название происходит от длинной пики — сариссы. Вооружение сариссофора состояло из следующих компонентов:
- длинная, до 6 метров, пика — сарисса, удерживаемая двумя руками.
- небольшой круглый линзовидный щит, закреплённый на предплечье, чтобы удерживать пику двумя руками (небольшой по сравнению с тяжёлым щитом гоплитов). При диадохах щиты передних рядов серебрили.
- открытый облегчённый шлем (по сравнению с коринфским).
- относительно лёгкая кираса (по сравнению с гоплитами), либо линоторакс (доспех из множества слоёв просмоленной льняной ткани).
- короткий меч или махайра.
- поножи (при диадохах практически исчезли).

Как и гоплиты, поддерживались пельтастами и пращниками, но, в отличие от классической греческой фаланги, в македонской фаланге кавалерия играла очень важную роль, и многие из своих побед Александр Македонский одержал благодаря сочетанию фаланги с тяжёлой кавалерией — гетайрами. Гетайры были главным ударным компонентом в этой связке. Пока неманёвренные сариссофоры держали основной удар противника, кавалерия наносила удар во фланг либо в тыл.
Пикинёры применялись не только в античности. Фалангу можно было наблюдать даже в раннее средневековье. Восточная Римская Империя также применяла пикинёров на поле боя. Византийские пикинёры были тяжело бронированы и не несли щитов.